# Wybacz, ale będę ci mówiła skarbie
Wybacz, ale będę ci mówiła skarbie (wł. Scusa ma ti chiamo amore) – włoska komedia romantyczna z 2008 roku w reżyserii Federico Mocci, zrealizowana na podstawie jego własnej powieści. Film wszedł na ekrany włoskich kin 25 stycznia 2008 roku. Doczekał się kontynuacji pt. Wybacz, ale chcę się z tobą ożenić (2010).

## Fabuła
Alex pracuje w agencji reklamowej. Jest pewny siebie, przystojny, twardo stąpa po ziemi. Pewnego dnia poznaje licealistkę Niki i się w niej zakochuje.

## Obsada
- Raoul Bova jako Alessandro "Alex" Belli
- Michela Quattrociocche jako Niki
- Veronika Logan jako Elena
- Luca Angeletti jako Enrico
- Ignazio Oliva jako Flavio
- Francesco Apolloni jako Pietro
- Edoardo Natoli jako Filippo
- Davide Rossi jako Fabio
- Cecilia Dazzi jako Simona
- Francesca Antonelli jako Susanna
- Pino Quartullo jako Roberto
- Lorenzo Federici jako Matteo
- Beatrice Valente Covino jako Olly
- Ilaria Spada jako Alessia
- Francesca Ferrazzo jako Erica
- Michelle Carpente jako Diletta
- Luca Ward jako Tony Costa
- Riccardo Rossi jako profesor Martini
- Riccardo Sardonè jako Marcello Santi

## Produkcja
Zdjęcia kręcono w Rzymie, a także w Kampanii (Caserta, latarnia w Miseno w obrębie Neapolu).